# Bahía de Walvis
La bahía de Walvis es una pequeña bahía de la costa occidental atlántica de África del sur,  localizada en la costa central de Namibia. La bahía da nombre a la ciudad de Walvis Bay, fundada en 1840.
La bahía es un refugio seguro para las embarcaciones marítimas debido a su puerto natural de aguas profundas, protegido por el espigón de arena de Pelican Point, siendo el único puerto natural de cualquier tamaño a lo largo de la costa del país. Siendo ricas en plancton y vida marina, estas aguas también atrajeron a un gran número de ballenas francas australes, que atrajeron balleneros y barcos pesqueros.
Los neerlandeses la llamaron Walvisch Baye y los ingleses Whale Bay. En su final incorporación formal, fue nombrada Walfish Bay, que se cambió a Walvish Bay y, en última instancia, a Walvis Bay. También se le conoce como Walwich Bay o Walwisch Bay.  Los hereros de la zona la llaman Ezorongondo.
La gran bahía y sus dunas de arena son un importante centro de actividad turística en Namibia, atraídos por la artificial isla de los Pájaros, centro de una industria de recolección de guano, la Duna 7 (la mayor del país, con 383 m), las salinas y la observación de abundantes aves. El 23 de agosto de 1995, un área de 12 600 ha fue protegida como el primer sitio Ramsar del país (y el n.º 742).

## Historia
El navegante portugués Diogo Cão llegó a cabo Cross, al norte de la bahía, en 1485. Fue seguido por Bartolomeu Dias, que ancló su buque insignia São Cristóvão en la bahía el 8 de diciembre de 1487, en su expedición para descubrir una ruta marítima hacia el Este a través del cabo de Buena Esperanza. Nombró a la bahía como O Golfo de Santa Maria da Conceição. Sin embargo, los portugueses no reclamaron formalmente la bahía de Walvis.
Poco desarrollo comercial ocurrió en el sitio hasta finales del siglo XIX. Durante el reparto de África, el Imperio británico ocupó la bahía de Walvis con una pequeña área que rodea el territorio. Permitieron a la Colonia del Cabo completar la anexión del territorio en 1884, siguiendo los pasos iniciales que se habían tomado en 1878.